# 2006 v znanosti
Pomembnejši dogodki v znanosti in tehniki v letu 2006.

## Računalništvo in internet
Najbolj razširjen slovenski spletni iskalnik Najdi.si je ponudil brezplačno iskanje po zemljevidu države (Najdi.si Zemljevid).
V začetku februarja je v ZDA izbruhnil škandal, ker naj bi nekateri člani kongresa v spletni enciklopediji Wikipediji namerno prirejali podatke. Nekateri članki v angleški različici so zato zaščiteni pred urejanjem, nove članke pa lahko dodajajo samo registrirani uporabniki.
Različica angleške Wikipedije je 24. novembra presegla 1,5 milijona člankov.
V Novi Gorici je novembra potekala konferenca o varovanju informacij Infosek 2006, katere namen je izboljšanje informacijsko-varnostne ozaveščenosti v Sloveniji.
Ministrstvo za šolstvo je izbralo 17 projektov razvoja, lokalizacije ali razširjanja programske opreme, temelječe na odprti kodi.
Slovenci smo bili v starostni skupini med 16 in 24 let računalniško najspretnejši, prav tako smo imeli največji delež uporabnikov Firefoxa med Evropejci.
Leto je bilo tudi v znamenju spletne cenzure. Na Kitajskem in v Iranu so prepovedali tuje vire informacij kot so BBC, Wikipedija, YouTube. Google je na Kitajskem predstavil prilagojeno različico svojega iskalnika, ki onemogoča objavljanje politično občutljivih tem.
V Manchestru bo vzpostavljeno brezžično telefonsko in spletno omrežje, ki ga bosta vzdrževala Google in Earthlink. 7. aprila je spletna domena .eu postala dostopna vsem prebivalcem držav Evropske unije. V nekaj dneh je bilo registriranih več sto tisoč domen s takšno končnico.  6. avgusta je svetovni splet praznoval svoj 15. letnico svojega obstoja, družba Netcraft pa je novembra sporočila, da je internet dobil že stomilijonto spletno stran z lastno domeno .

## Mobilne tehnologije
1. januarja so začeli slovenski mobilni operaterji zagotavljati prenosljivost številk. Konec maja je slovensko podjetje Engrotuš od nekdanjega mobilnega operaterja Vega kupilo koncesijo za mobilno telefonijo, njihov mobilni operater se imenuje Tušmobil, 1. avgusta se je mobilnim operaterjem pridružil M mobil, ki je v lasti trgovske mreže Mercator. Na razpis Apeka za dodelitev koncesij za opravljanje storitev UMTS so svoje ponudbe oddali Mobitel, T-2 ter Simobil. Mobitel je septembra začel nadgrajevati storitev UMTS, ki bo omogočala hitrejše megabitne povezave. Na ministrstvo za gospodarstvo so izbrali 64 novih javnih e-točk z brezžičnim dostopom Wi-fi.

## Astronomija
28. marca smo v Evropi lahko opazovali popolni Sončev mrk, vendar pa je bil v Sloveniji viden le delni. Univerza na Primorskem in Inštitut Ikarus sta predstavila raziskavo o vplivu daljšega prebivanja v breztežnostnem stanju na organizem. Testirali so 10 prostovoljcev, ki so neprekinjeno ležalo 35 dni od oktobra dalje.

### Nova odkritja
Na zasedanju Mednarodne astronomske zveze so 24. avgusta izglasovali novo definicijo planeta, ki je zaznamovala leto, saj Pluton ne bo imel več statusa planeta.
Zunaj našega Osončja sta bila v začetku junija odkrita planeta , ki krožita eden okrog drugega. Poimenovali so ju planema (planetary mass objects).
V Utahu je pristala nasina kapsula Stardust z delčki kometa in vesoljskim prahom, sonda Deep Impact je dokazala, da imajo kometi na svoji površini led.
Evropski in ameriški astronomi so na Saturnu zasledili vihar, v katerem so nastajale do tisočkrat močnejše strele  od tistih na Zemlji.

### GradnjaMednarodne vesoljske postaje
Septembra sta astronavta na Mednarodno vesoljsko postajo namestila solarni modul, na katerega so decembra v uspešno namestili novo krilo. Konec meseca septembra pa se je s postaje z rusko kapsulo vrnila tudi prva vesoljska turistka Anušeh Ansari.

### Nove sonde
Japonska je v Zemljin tir izstrelila satelit za opazovanje prometa in vremenskih razmer. Z njegovo pomočjo in superračunalnikom naj bi napovedovali vreme do 30 let naprej. Prometni ministri držav članic Evropske vesoljske agencije so sprejeli finančni program za naslednjih nekaj let. Odobrili so zgraditev satelita Cryosat 2 (predhodnik neuspešno izstreljen) ter robotskega vozila ExoMars, ruskega projekta Kliper niso podprli.
Proti Plutonu je bila v začetku januarja izstreljena sonda New Horizons.
Nasina raziskovalna sonda Mars Reconnaissance Orbiter se je marca uspešno utirila v Marsov tir. Poslala je tudi prve natančne fotografije površja planeta. V novembru je NASA izgubila stik z orbiterjem Mars Global Surveyor. Na spletu so istega meseca objavili tudi fotografije z usedlinami, domnevno nastalimi zaradi delovanja tekoče vode na Marsu.
Britanska družba Avanti je napovedala, da bo leta 2008 v izstrelila satelit, s katerim bo manj razvitim delom Evrope omogočila širokopasovni dostop do spleta. V drugi polovici oktobra je z vesoljskega izstrelišča Bajkonur poletela ruska raketa, ki je v tirnico ponesla prvi evropski vremenski satelit MetOp-A. NASA je oktobra uspešno izstrelila raketo z dvema sondama odprave Stereo, ki naj bi posneli prve trirazsežne posnetke Sonca.
27. decembra so s kozmodroma Bajkonur izstrelili francoski satelit COROT (Convection Rotation and planetary Transits), ki se je uspešno utiril v polarno orbito z višino 900 km in bo iskal majhne, Zemlji podobne zunajosončne planete.

## Biologija in medicina
Znanstveniki so uspeli dešifrirali še zadnji kromosom človeškega genoma. Ameriškim raziskovalcem je uspel tridimenzionalen ogled beljakovinske konice, ki molekuli virusa HIV omogoča, da se združi s človekovimi celicami.
Britanec Matthew Nagle, ki je zaradi nesreče negiben od pasu navzdol, lahko s pomočjo nevrokonektorja, vgrajenega v njegove možgane, opravlja preprosta opravila.

## Okolje
Znanstveniki so marca strokovnjaki z Univerze v Koloradu predstavili satelitsko raziskavo, ki dokazuje da Antarktika vsako leto izgubi 152 kubičnih metrov ledu zaradi podnebnih sprememb in višjih temperatur ozračja, tanjša pa se predvsem na zahodu. Decembra so predstavili tudi študijo, po kateri Grenlandija vsako leto izgubi okoli 100 milijonov ton ledu, po najhujšem scenariju naj bi se celotna Arktika stopila do leta 2036.
Evropska raziskava pa je pokazala, da podnebne spremembe povzročajo vse bolj zgodnjo pomlad. V toplejših predelih Španije se pomlad začne do dva tedna prej.
Letos je ozonska luknja nad Antarktiko največja v njeni zgodovini. Organizacija za ohranitev okolja je oktobra predstavila izračune, s katerimi nas je opozorila, da bo človek ob tej porabi leta 2050 potreboval vsaj še dva planeta naravnih virov. Če se bo nadaljevala intenzivna sečnja v Amazonskem pragozdu lahko le-ta do leta 2050 izgine.

## Nobelove nagrade
Nobelovo nagrado za fiziko sta prejela Američana John Mather in George Fitzgerald Smoot III. za nova odkritja o nastanku Vesolja, za raziskave na področju DNK-ja pa je Američan Roger Kornberg dobil Nobelovo nagrado za kemijo.